# Dawydiwka (Tscherniwzi)
Dawydiwka (ukrainisch Давидівка; russisch Давыдовка Dawydowka, rumänisch Davideni, deutsch (bis 1918) Dawideny) ist ein Dorf in der Bukowina im Zentrum der ukrainischen Oblast Tscherniwzi mit etwa 3300 Einwohnern (2009).

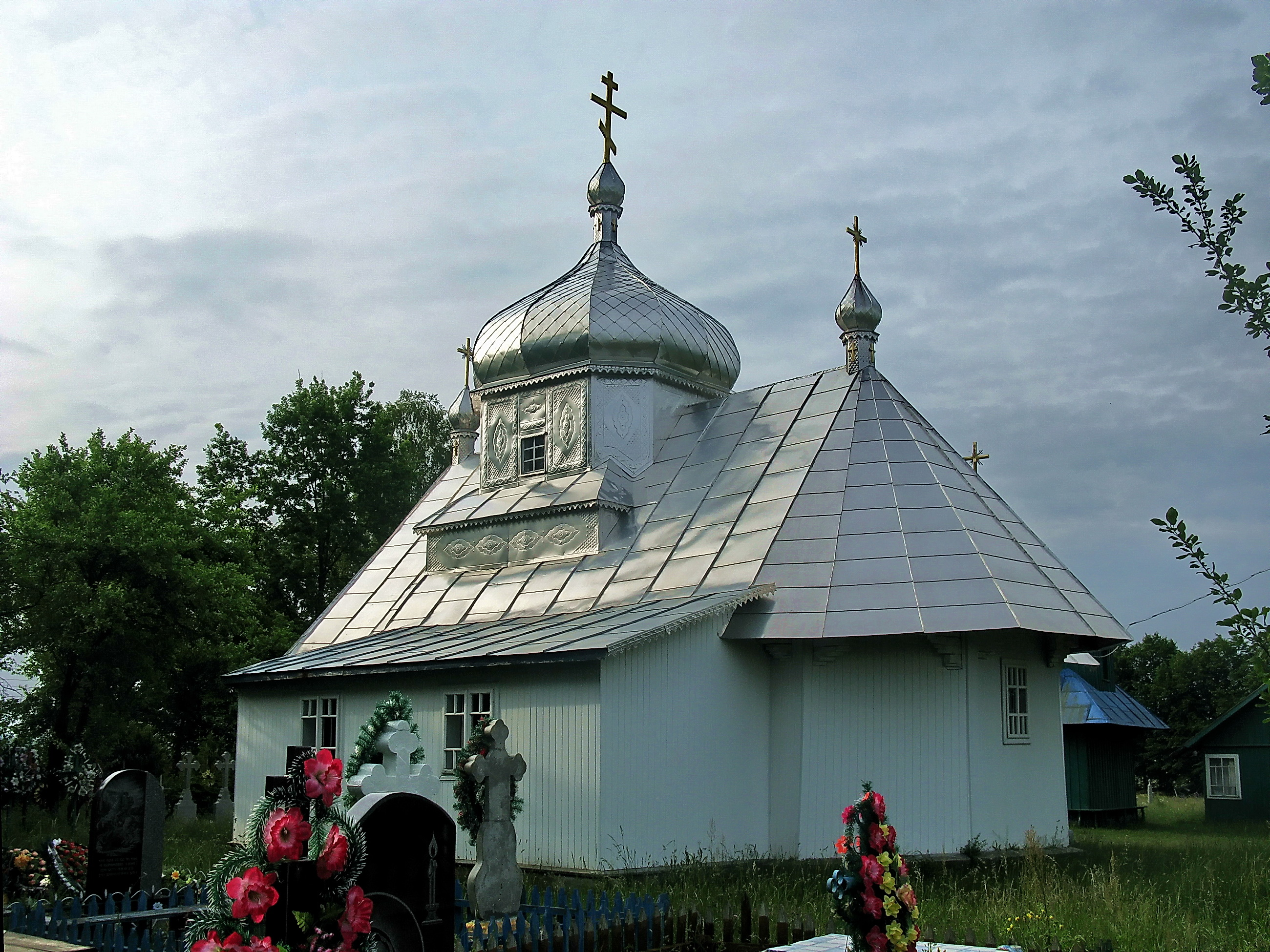
Orthodoxe Holzkirche im Dorf

Durch das seit dem 18. Jahrhundert bekannte Dorf führte von Anfang bis Mitte des 20. Jahrhunderts die Lokalbahn Czudin–Koszczuja.
1940 bekam der Ort den ukrainischen Namen Dawydeny (Давидени), am 7. September 1946 wurde es auf seinen heutigen Namen umbenannt.
Dawydiwka liegt auf 432 m Höhe nördlich vom Ufer des Malyj Seret (Малий Серет), einem 61 km langen Nebenfluss des Seret 40 km südwestlich der Oblasthauptstadt Czernowitz und 18 km westlich vom ehemaligen Rajonzentrums Storoschynez entfernt.

## Verwaltungsgliederung
Am 29. September 2016 wurde das Dorf ein Teil der neu gegründeten Stadtgemeinde Storoschynez im Rajon Storoschynez, bis dahin bildete es die Landratsgemeinde Dawydiwka (Давидівська сільська рада/Dawydiwska silska rada) im Westen des Rajons.
Seit dem 17. Juli 2020 ist der Ort ein Teil des Rajons Tscherniwzi.

## Persönlichkeiten
- Der österreichische Opernsänger Joseph Schmidt (* 4. März 1904; † 16. November 1942) kam in Dawydiwka zur Welt.
- Der ukrainisch-orthodoxer Metropolit von Charkiw und Bohoduchiw, Nikodim Rusnak (* 4. April 1921; † 15. September 2011), kam in Dawydiwka zur Welt.